# ORP Orkan
ORP Orkan was een Poolse torpedobootjager gebouwd als de Britse Myrmidon, een Britse torpedobootjager van de M-klasse. Het schip is gebouwd door de Britse scheepswerf Fairfield Shipbuilding & Engineering Company uit het Schotse Govan. In november 1942 werd het schip overgedragen aan de Poolse marine.
De Poolse marine hernoemde het schip tot Orkan, wat in het Nederlands vertaald orkaan betekent. In 1943 begeleidde de Orkan een konvooi van en naar Rusland. Tijdens het begeleiden van konvooi SC-143 ging de Orkan verloren. Het schip werd geraakt door de een torpedo van de Duitse onderzeeboot U-378. 43 opvarende werden gered door de Britse torpedobootjager Musketeer